# 欧阳弘
欧阳弘（？—？），廣東惠州府歸善縣（今广东惠阳）人，明朝政治人物。

## 生平
嘉靖二十八年（1549年）己酉科廣東鄉試舉人。嘉靖三十九年（1560年），任福建永安县知县。